# Chilocyrtus carinatus
Chilocyrtus carinatus är en stekelart som beskrevs av Henry Keith Townes, Jr. 1971. Chilocyrtus carinatus ingår i släktet Chilocyrtus och familjen brokparasitsteklar. Inga underarter finns listade i Catalogue of Life.